# Zemský okres Schwäbisch Hall
Zemský okres Schwäbisch Hall (německy Landkreis Schwäbisch Hall) je zemský okres v německé spolkové zemi Bádensko-Württembersko, ve vládním obvodu Stuttgart. Sídlem správy zemského okresu je město Schwäbisch Hall. Má přibližně 196 tisíc obyvatel. 

## Města a obce
| Města: 1. Crailsheim 2. Gaildorf 3. Gerabronn 4. Ilshofen 5. Kirchberg an der Jagst 6. Langenburg 7. Schrozberg 8. Schwäbisch Hall 9. Vellberg | Obce: 1. Blaufelden 2. Braunsbach 3. Bühlertann 4. Bühlerzell 5. Fichtenau 6. Fichtenberg 7. Frankenhardt 8. Kreßberg 9. Mainhardt 10. Michelbach an der Bilz 11. Michelfeld 12. Oberrot 13. Obersontheim 14. Rosengarten 15. Rot am See 16. Satteldorf 17. Stimpfach 18. Sulzbach-Laufen 19. Untermünkheim 20. Wallhausen 21. Wolpertshausen |